# باربی و جادوی اسب بالدار
باربی و جادوی اسب بالدار (به انگلیسی: Barbie and the Magic of Pegasus) فیلم پویانمایی ماجراجویی محصول سال ۲۰۰۵ به‌کارگردانی گرگ ریچاردسون و به‌تهیه‌کنندگی مین‌فریم اینترتینمنت و متل اینترتینمنت می‌باشد که برای اولین بار در ۱۸ سپتامبر سال ۲۰۰۵ در نیکلودئون به‌نمایش در آمد، و بعدها در ۲۰ سپتامبر سال ۲۰۰۵ بر روی وی‌اچ‌اس/دی‌وی‌دی منتشر گردید.